# Kabul (tỉnh)
Kabul (tiếng Pashtun/Dari : کابل) là một tỉnh tọa lạc ở phía đông Afghanistan và là một trong ba mươi bốn tỉnh của quốc gia này. Thủ phủ của tỉnh hiện nay là thành phố Kabul, thủ đô đồng thời thành phố lớn nhất của Afghanistan. Dân số của tỉnh Kabul là hơn 5 triệu người vào năm 2020, trong đó gồm 85% dân số sống ở các khu vực thành thị. Thống đốc đương nhiệm của Kabul là Mullah Shirin Akhund.
Kabul phía bắc giáp tỉnh Parwan, phía đông bắc giáp tỉnh Kapisa, phía đông giáp tỉnh Laghman, phía đông nam giáp tỉnh Nangarhar, phía nam giáp Logar và phía tây giáp Wardak.

## Nhân khẩu học và chính quyền

Tỉnh Kabul bao gồm 14 huyện trực thuộc.

Tính đến năm 2020, tổng dân số của tỉnh Kabul là 5.204.667 người, trong đó chiếm khoảng 85% là những người sống ở các khu vực thành thị (chủ yếu ở vùng đô thị Kabul), trong khi 15% dân số còn lại sống ở khu vực nông thôn. Đây là một trong những tỉnh đa dạng về sắc tộc nhất trên toàn quốc.
Thủ phủ Kabul của tỉnh Kabul là một thành phố đa sắc tộc. Tính đến năm 2003, thành phố này có 45% dân số là người Tajik, 30% dân số người Pashtun, 20% dân số người Hazara, 2% dân số người Uzbek, 1% dân số người Baloch, 1% dân số người Turkmen và 1% dân số là người Hindu. Tiếng Pashtun và tiếng Dari là hai ngôn ngữ được sử dụng rộng rãi trong khu vực.

## Chăm sóc sức khỏe
Tính từ năm 2005 đến năm 2011, tỷ lệ số hộ gia đình có nước sạch giảm từ 65% xuống còn 56%, trong khi cũng cùng giai đoạn này, tỉ lệ trẻ sơ sinh được chăm sóc bởi một bà đỡ có tay nghề đã tăng từ 46% lên 73%.

## Giáo dục
Từ năm 2005 đến năm 2011, tỉ lệ người biết chữ nói chung (trên 6) đã giảm từ 58% xuống còn 47%, trong khi tỉ lệ đến trường ròng (6–13 tuổi) tăng từ 46% (vào năm 2005) lên 65% (năm 2011).